# NGC 3004
NGC 3004 ist ein Stern im Sternbild Großer Bär. Das Objekt wurde am 25. Januar 1851 von Bindon Blood Stoney entdeckt und fälschlicherweise in den NGC-Katalog aufgenommen.